# Michael Höveler-Müller
Michael Höveler-Müller (né en 1974 à Solingen) est un égyptologue allemand.

## Biographie
De 1995 à 2001, Höveler-Müller étudie l'égyptologie, la préhistoire et la protohistoire, la sémitique et les religions comparées à l'université de Bonn, où il participe également à la création et à l'aménagement du musée égyptien de l'université de Bonn entre 1998 et 2001. À Bonn, il collabore à de nombreuses expositions (notamment Tutanchamun - Das goldene Jenseits (2004/2005) au Musée fédéral des Beaux-Arts de Bonn).
En 1998, il participe aux fouilles de l'Institut archéologique allemand du Caire (DAI) dans le cimetière royal protohistorique d'Abydos, en 2000 aux fouilles du DAI à Éléphantine/Assouan (documentation sur la céramique nubienne) et en 2001 aux fouilles du Roemer- und Pelizaeus-Museum Hildesheim dans Pi-Ramsès, la ville de Ramsès II (Qantir, delta oriental). De 2009 à 2011, il dirige le musée égyptien de l'université de Bonn.

## Publications
- Am Anfang war Ägypten. Die Geschichte der pharaonischen Hochkultur von der Frühzeit bis zum Ende des Neuen Reiches (ca. 4000 - 1070 v. Chr.) (Au début était l'Égypte. L'histoire de la civilisation pharaonique des premiers temps jusqu'à la fin du Nouvel Empire (env. 4000 - 1070 av. J.-C.), Mayence, 2005
- Funde aus dem Grab 88 der Qubbet el-Hawa bei Assuan (Découvertes de la tombe 88 de Qubbet el-Hawa près d'Assouan, Wiesbaden, 2006
- Das Gold der Horusfalken. Auf den Spuren altägyptischer Grabräuber (L'or des faucons d'Horus. Sur les traces des pilleurs de tombes de l'Égypte ancienne), Mayence, 2007
- Die Toten kehren wieder mit dem Wind (Les morts reviennent avec le vent ), (Roman), Mayence, 2009
- Hieroglyphen lesen und schreiben (Lire et écrire les hiéroglyphes), (manuel de vulgarisation scientifique), Munich, 2014